# Nucleomorfo

El nucleomorfo es la pequeña estructura a la derecha contenida en el cloroplasto. En el sentido de las agujas del reloj desde arriba a la izquierda: tilacoides, estroma, nucleomorfo, espacio periplastidial, membrana periplastidial, espacio epiplastidial, membrana epiplastidial, membrana externa del cloroplasto, espacio intermembranal, membrana interna del cloroplasto.

El nucleomorfo es una estructura presente en los cloroplastos de algunos protistas, en concreto Cryptophyta y Chlorarachniophyta. Estos cloroplastos presentan cuatro membranas y el nucleomorfo se encuentra localizado entre la segunda y tercera membranas. Se supone que estos cloroplastos son el resultando de la endosimbiosis secundaria de un alga que ya tenía cloroplastos por parte de una criptofita o cloraracniofita ancestral. Las dos membranas internas del cloroplasto se suponen que derivan de las membranas originales de la cianobacteria, la tercera deriva de la membrana del alga fagocitada y la cuarta sería un vestigio de la membrana de la vacuola alimenticia. El nucleomorfo se supone que es un remanente degenerado del núcleo celular del alga fagocitada.